# Brian Wilson (álbum)
Brian Wilson es el primer álbum de estudio del músico estadounidense Brian Wilson, publicado por la compañía discográfica Sire Records en julio de 1988.
Durante la década de 1980, Wilson estuvo bajo una constante atención médica por parte de su terapeuta Eugene Landy, tras pasar varios años participando escasamente en los trabajos de The Beach Boys. Aunque realizó contribuciones esporádicas a los trabajos más recientes del grupo, se hizo evidente que Wilson no podría volver a trabajar como músico o productor de la misma forma prolífica que durante la década de 1960.
Debido a ello, la realización de este trabajo supuso una sorpresa para muchos, y Brian Wilson terminó siendo su obra más altamente considerada en décadas. Como parte de la aclamación de Brian Wilson, incluso ganó el apodo del «Pet Sounds del 88» entre varios críticos. Desde entonces, Brian Wilson ha sido reeditado en varios formatos, con temas extra, y ha sido citado como un disco destacado en la obra en solitario de Wilson.

## Trasfondo
Wilson había firmado un contrato discográfico con Sire Records a comienzos de 1987 después de que Seymour Stein, presidente de la compañía, viese a Wilson interpretar una versión a capela de «On Broadway» durante la ceremonia de introducción de Jerry Lieber y Mike Stoller en el Salón de la Fama del Rock and Roll. El primer sencillo publicado en abril, «Let's Go to Heaven in My Car», fue un esfuerzo colaborativo con el productor musical Gary Usher y fue incluido en la banda sonora de Police Academy 4: Citizens on Patrol, aunque sin mucho éxito comercial.  
Stein impuso una condición a Wilson para grabar su álbum en solitario: que tuviese capacidad para señalarle su propio coproductor con el fin de ayudarle a estar organizado. Wilson aceptó la condición, y Stein llamó al multiinstrumentista y productor Andy Paley, un seguidor devoto de la música de Wilson que había saltado a la fama como productor de artistas como Madonna y Jonathan Richman. Wilson procedió a grabar un álbum completo de nuevas canciones trabajando principalmente con Paley y con otros artistas invitados.

## Composición
Según Paley: «Mi trabajo consistió en darle una patada en el culo y conseguir que siguiera adelante... Fue difícil porque estaba medicado, y eso le ralentizó un poco. También estaba en la mitad de su carrera y no tenía nada más que demostrar». Al igual de otros colaboradores de Wilson como Tony Asher y Van Dyke Parks, algunos esbozos de las canciones surgieron en gran parte sobre conversaciones que surgían en su mente en ese momento.
Las sesiones de grabación, principalmente supervisadas por productores veteranos como Russ Titelman y Lenny Waronker, fueron discutibles. Algunos colaboradores de Wilson se enfrentaron a Landy y a su personal médico. Tal y como expuso Paley: «El tipo estaba diciendo algo como: "Brian, ¿no crees que las letras serían mejores si Alexandra las arregla?", y Brian dijo: "No, a mí me gustan como están". Entonces el tipo decía: "Bueno, ¿qué me dijiste anoche cuando te comenté que podías tomar ese batido si cambiabas las letras?". Y luego Brian decía: "Oh, vale. Las nuevas letras son mejores que las antiguas"». Landy hizo repetidos intentos para modificar las letras y los arreglos interrumpiendo las sesiones y a veces confiscando cintas maestras para afirmar su control. Según Paley: «Cualquier cosa buena que sacamos de esas sesiones se hizo totalmente con tiempo robado... Landy siempre estaba vigilando, básicamente sin querer dar a Brian un espacio para respirar. Era una molestia y muchas veces desgarrador porque hacíamos algo bueno al final, y entonces Landy se lanzaba en picado y nos bombardeaba».
Varias ideas para Brian Wilson se remontan a los primeros trabajos de Wilson con The Beach Boys. Al respecto, «Baby Let Your Hair Grow Long» es una secuela espiritual de «Caroline, No», mientras que «Rio Grande», canción que cierra el disco, fue desarrollado a propósito como una continuación de los experimentos de grabación modulares que Wilson había comenzado con temas como «Good Vibrations» y «Cool, Cool Water». 
A veces, cuando Landy no estaba cerca, Wilson trabajaba «con sorprendente velocidad y precisión, a menudo soñando y cantando complejos arreglos vocales multipartes mientras estaba de pie por sí solo en el micrófono». Después de varios meses, el trabajo en Brian Wilson estaba completo y listo para su publicación.

## Recepción
Brian Wilson fue publicado en julio de 1988 con reseñas generalmente favorables de la prensa musical. David Fricke, de la revista Rolling Stone, escribió: «Brian Wilson es un impresionante recordatorio de lo que al pop le ha faltado estos años. Es también el mejor álbum de The Beach Boys desde Sunflower, aunque Wilson es el único Beach Boy en él. Las canciones están llenas de soleadas armonías de monaguillo y ganchos para cantar, mientras que los ricos y costosos arreglos se hacen eco del esplendor orquestal del mentor espiritual de Wilson, Phil Spector».
Reflexionando sobre el álbum años después de su publicación, Richie Unterberger hizo referencia al uso en el álbum el sintetizador digital Yamaha DX7 como un elemento desmerecedor, y comentó: «Mientras que conservó su don para las melodías pegadizas y la producción densa y sinfónica, había una rigidez forzada tanto en la composición como en la ejecución. Gran parte de la culpa del éxito mezclado del álbum puede superponerse a sus arreglos estériles y cargados de sintetizadores y a la percusión con eco, que personificó algunos de los aspectos menos atractivos de la producción a finales de la década de 1980». El biógrafo Peter Ames Carlin comentó que la suite «Rio Grande» «logró dar a Wilson la perspectiva de futuro de un regreso legítimo. Brian finalmente cumplió la promesa dada algunas veces de realmente estirar hacia fuera y golpear algunas mentes con su enorme ambición. Cuando la aguja finalmente se levantó al final de la segunda cara, era fácil imaginar que en realidad podría estar de regreso en su viaje a la frontera distante».

## Reediciones
En 2000, Sire Records reeditó Brian Wilson a través de Rhino Records con varios temas extra, incluyendo temas publicados en sencillos, caras B, demos y entrevistas. Con motivo de su vigesimoquinto aniversario, Friday Music Records reeditó el álbum en disco de vinilo de 180 gramos.

## Lista de canciones
Todas las canciones escritas y compuestas por Brian Wilson excepto donde se anota. 
| Cara A |                                |                                 |          |  |
| N.º    | Título                         | Escritor(es)                    | Duración |  |
| 1.     | «Love And Mercy»               |                                 | 2:52     |  |
| 2.     | «Walkin' The Line»             | Brian Wilson, Nick Laird-Clowes | 2:37     |  |
| 3.     | «Melt Away»                    |                                 | 3:02     |  |
| 4.     | «Baby Let Your Hair Grow Long» |                                 | 3:15     |  |
| 5.     | «Little Children»              |                                 | 1:48     |  |
| 6.     | «One For The Boys»             |                                 | 1:47     |  |
| 7.     | «There's So Many»              |                                 | 2:46     |  |

| Cara B |                                |                                     |          |  |
| N.º    | Título                         | Escritor(es)                        | Duración |  |
| 1.     | «Night Time»                   | Brian Wilson, Andy Paley            | 3:34     |  |
| 2.     | «Let It Shine»                 | Brian Wilson, Jeff Lynne            | 4:00     |  |
| 3.     | «Meet Me In My Dreams Tonight» | Brian Wilson, Andy Paley, Andy Dean | 3:07     |  |
| 4.     | «Rio Grande»                   | Brian Wilson, Andy Paley            | 8:16     |  |

| Temas extra (reedición de Rhino/Atlantic Records) |                                             |                                  |          |  |
| N.º                                               | Título                                      | Escritor(es)                     | Duración |  |
| 12.                                               | «Brian Wilson on 'Love and Mercy'»          |                                  | 2:23     |  |
| 13.                                               | «He Couldn't Get His Poor Old Body to Move» | Lindsey Buckingham, Brian Wilson | 2:36     |  |
| 14.                                               | «Being With the One You Love»               |                                  | 2:36     |  |
| 15.                                               | «Let's Go to Heaven in My Car»              | Gary Usher, Brian Wilson         | 3:40     |  |
| 16.                                               | «Too Much Sugar»                            |                                  | 2:38     |  |
| 17.                                               | «There's So Many»                           |                                  | 1:53     |  |
| 18.                                               | «Walkin' the Line»                          |                                  | 2:51     |  |
| 19.                                               | «Melt Away»                                 |                                  | 2:03     |  |
| 20.                                               | «Night Time» (Instrumental)                 | Andy Paley, Brian Wilson         | 4:05     |  |
| 21.                                               | «Little Children»                           |                                  | 2:01     |  |
| 22.                                               | «Night Bloomin' Jasmine»                    |                                  | 2:20     |  |
| 23.                                               | «Rio Grande»                                | Andy Paley, Brian Wilson         | 6:07     |  |
| 24.                                               | «Brian on 'Rio Grande'»                     |                                  | 1:20     |  |
| 25.                                               | «Brian on 'The Source'»                     |                                  | 1:59     |  |
| 26.                                               | «Brian Fan Club X-Mas Message»              |                                  | 0:54     |  |

## Personal
- Brian Wilson: voz, piano, órgano, glockenspiel, campaña, vibráfono y efectos de sonido

Músicos invitados
| - Jeff Lynne: bajo, guitarra y teclados - Rob Mounsey: guitarra, piano y emulador - Elliot Easton: guitarra - Michael Andreas: flauta y saxofón - Michael Bernard: batería - Stewart Blumberg: trompeta - Jeff Bova: teclados - Jimmy Bralower: programación de batería - Lance Buller: trompeta - Terence Trent D'Arby: coros - Christopher Cross: coros - Andy Dean: percusión, programación, campana y vibráfono - Tris Imboden: batería - Hyman Katz: flauta y flautín - Robbie Kilgore: teclados - Larry Williams: saxofón | - Harry Kim: trompeta - Steve Lindsey: teclados - Jay Migliori: saxofón barítono - Andy Paley: guitarra, bajo, armónica, percusión y coros - Dean Parks: guitarra - Bob Riley: batería - Philippe Saisse: sintetizador - Carol Steele: percusión - Todd Herreman: sintetizador - Baystate Bluegrass Band: guitarra acústica, banjo y mandolina - Robbie Condor: sintetizador - Eugene E. Landy: coros - Tony Salvage: violín - Kevin S. Leslie: pisadas |

## Posición en listas
| País           | Lista                | Posición |
| -------------- | -------------------- | -------- |
| Australia      | ARIA Albums Chart    | 39       |
| Estados Unidos | Billboard 200        | 54       |
| Suecia         | Swedish Albums Chart | 23       |